# Karin Riis-Jørgensen
Karin Riis-Jørgensen (ur. 7 listopada 1952 w Kerteminde) – duńska polityk i prawnik, w latach 1994–2009 posłanka do Parlamentu Europejskiego.

## Życiorys
Ukończyła w 1978 studia prawnicze na Uniwersytecie Kopenhaskim. Pracowała w sekcji ds. rzemiosła przy Komisji Europejskiej, następnie w firmie konsultingowej Coopers & Lybrand. Była odpowiedzialna za powołanie placówek tego przedsiębiorstwa w republikach nadbałtyckich.
Od 2001 do 2007 była wiceprezesem duńskiego oddziału Ruchu Europejskiego. W 2006 została członkinią zarządu ECMI, europejskiej pozarządowej instytucji zajmującej się kwestiami mniejszości. Działa w różnych fundacjach i think tankach.
W 1994 z listy liberalnej partii Venstre została po raz pierwszy deputowaną do Parlamentu Europejskiego. W wyborach europejskich w 1999 i w 2004 uzyskiwała mandat europosła na kolejne kadencje. Zasiadała w grupach Europejskich Liberałów, Demokratów i Reformatorów (IV i V kadencja) oraz Porozumienia Liberałów i Demokratów na rzecz Europy (VI kadencja), od 2002 do 2009 jako wiceprzewodnicząca frakcji liberalnej. W PE zajmowała się głównie sprawami gospodarczymi i walutowymi.
Jej mąż Birger Riis-Jørgensen został zawodowym dyplomatą, obejmował stanowiska ambasadorskie.